# Strigamia cottiana
Strigamia cottiana är en mångfotingart som först beskrevs av Karl Wilhelm Verhoeff 1935.  Strigamia cottiana ingår i släktet Strigamia och familjen spoljordkrypare. Inga underarter finns listade i Catalogue of Life.